# Georg Krücken

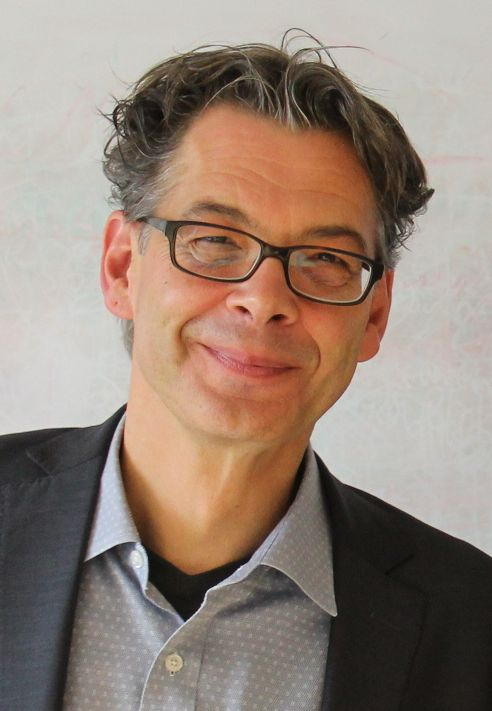
Georg Krücken 2018

Georg Krücken (* 21. September 1962 in Bad Honnef; † 7. Oktober 2024 in Kassel) war ein deutscher Soziologe und Hochschulforscher an der Universität Kassel sowie von 2022 bis zu seinem Tod 2024 Sprecher des Vorstands des International Centre for Higher Education Research, dessen Direktor er von 2011 bis 2021 war.

## Leben
Krücken studierte von 1981 bis 1989 an den Universitäten Bielefeld und Bologna Soziologie, Philosophie und Politikwissenschaft. Er promovierte 1996 mit einem Stipendium der Studienstiftung des deutschen Volkes über „Risikotransformation“ und habilitierte sich im Januar 2004 mit dem Titel „Neo-Institutionalismus: Grundlagen, Anwendungen, Kritik und Perspektiven“, beides an der Fakultät für Soziologie in Bielefeld.
Längere Forschungsaufenthalte hatte Krücken in Stanford und Paris. So war er zwischen 1999 und 2001 als DFG-Habilitationsstipendiat Visiting Scholar am Department of Sociology der Stanford University (USA) und im Frühjahr 2005 Visiting Professor am Centre de Sociologie des Organisations Paris. Für das Sommersemester 2011 kehrte er als Visiting Scholar an der School of Education an die Stanford University (USA) zurück und 2016 absolvierte er ein Forschungssemester als Visiting Scholar am Sciences Po, Centre de Sociologie des Organisations in Paris.
Zwischen 2006 und 2011 war Krücken Inhaber des ersten Lehrstuhls für Wissenschaftsorganisation, Hochschul- und Wissenschaftsmanagement an der Deutschen Hochschule für Verwaltungswissenschaften Speyer, bevor er die Professur für Hochschulforschung an der Universität Kassel annahm. Daneben war er regelmäßig Gastdozent an der Universität Wien. Von 2014 bis 2022 war er Vorsitzender der Gesellschaft für Hochschulforschung. 2016 wurde er zum Mitglied der Academia Europaea gewählt, die ihn zum Mitglied der Hercules-Expertengruppe ernannte.
Krücken forschte im Bereich der Hochschulforschung und Wissenschaftsforschung sowie der Organisationssoziologie.
Er war Mitherausgeber der Fachzeitschrift "Das Hochschulwesen".
2021 initiierte er die DFG-Forschungsgruppe „Multipler Wettbewerb im Hochschulsystem“, die an neun Universitäten angesiedelt ist.
Georg Krücken starb nach einer schweren Krebs-Erkrankung am 7. Oktober 2024.

## Publikationen (Auswahl)
- Risikotransformation. Die politische Regulierung technisch-ökologischer Gefahren in der Risikogesellschaft. Westdeutscher Verlag, Opladen 1997, ISBN 3-531-13050-1
- Neo-Institutionalismus. Transcript-Verlag, Bielefeld 1999, ISBN 3-933127-28-9 (gemeinsam mit Raimund Hasse)
- Weltkultur. Wie die westlichen Prinzipien die Welt durchdringen. Suhrkamp, Frankfurt am Main 2005, ISBN 3-518-41651-0
- Towards a multiversity? Universities between global trends and national traditions. Transcript, Bielefeld 2006, ISBN 3-89942-468-9
- Generation Hochschulabschluss: Vielfältige Perspektiven auf Studium und Berufseinstieg. Analysen aus der Absolventenforschung. Münster: Waxmann, 2015, ISBN 978-3-8309-3221-5 (herausgegeben gemeinsam mit Choni Flöther).
- Hochschulen – Fragestellungen, Ergebnisse und Perspektiven der sozialwissenschaftlichen Hochschulforschung. Wiesbaden: VS Verlag, 2016, ISBN 978-3-658-11563-0 (gemeinsam mit Otto Hüther).
- New Themes in Institutional Analysis. Topics and Issues from European Research (Hrsg., mit Carmelo Mazza, Renate Meyer und Peter Walgenbach). Cheltenham: Edward Elgar, 2017, ISBN 978-1-78471-686-8. (Online)
- Die Transformation von Universitäten in Wettbewerbsakteure. In: Beiträge zur Hochschulforschung, 39. Jg., Nr. 3–4, 2017: 10–29.[8]
- Higher Education in Germany—Recent Developments in an International Perspective Cham: Springer International Publishing AG, 2018 (Higher Education Dynamics, 49), ISBN 978-3-319-61478-6 (Online, gemeinsam mit Otto Hüther).[9] Über dieses Buch schrieb Gerhard Casper, President Emeritus and Professor Emeritus, Stanford University: „The foreign observer of German higher education, even the informed foreign observer, struggles to find denominators, not to mention common denominators of a bewildering array of approaches. Otto Hüther and Georg Krücken, in this book, do an absolutely splendid job of offering theoretical perspectives, qualitative and quantitative data, and comparative assessments.“[9]
- Multiple Competitions in Higher Education: A Conceptual Approach. In: Innovation: Organization & Management. First published online, 2019.[10]